# 穆坪耳蕨
穆坪耳蕨（学名：Polystichum moupinense）为鳞毛蕨科耳蕨属下的一个种。